# بی‌کا زرافه
بی‌کا زرافه یک ستاره است که در صورت فلکی زرافه قرار دارد.